# Dormammu
Dormammu is een fictieve superschurk uit de strips van Marvel Comics. Hij is een demonisch wezen en machtige tovenaar uit de "Duistere Dimensie". Hij vecht vooral vaak tegen Dr. Strange. Dormammu verscheen voor het eerst in Strange Tales #126 (November 1964) en werd bedacht door Stan Lee en Steve Ditko.

## Biografie
Dormammu is een één meter tachtig groot mensachtig wezen met een in vlammen gehuld hoofd. Zijn zuster, genaamd "Umar", heeft een meer menselijke vorm. Ooit behoorden ze tot de Faltine, een ras uit een andere dimensie, die geheel uit energie bestonden. Echter, ze wilden meer macht en werden daarom in tastbare lichamen gevangen en verbannen naar de Duistere Dimensie. Daar namen ze al snel de macht over.
Dormammu is buitengewoon machtig, misschien wel de sterkste magiër in het Marvel-universum. Hij moet echter voortdurend een groot deel van zijn magische macht wijden aan het gevangenhouden van de "Mindless Ones", inderdaad hersenloze maar erg sterke monsters die zijn dimensie zouden vernielen als hij ze niet zou bedwingen.
Dormammu heeft zijn zuster, nadat ze de Duistere Dimensie hadden veroverd, bedrogen; ze waren overeengekomen de dimensie gelijkelijk tussen hen te verdelen, maar Dormammu wees Umar de helft toe die bewoond wordt door de Mindless Ones.
Ze zijn vaak bevochten door Dr. Strange en zijn partner, Umars dochter "Clea". Desondanks blijven ze regelmatig de Aarde aanvallen.
Dormammu is zeer gevreesd, zelfs door andere machtige schurken zoals "Pluto", "Hela" en "Mephisto". Ondanks zijn enorme macht en vaak wrede daden, is hij niet zo puur slecht als sommige andere, mindere wezens, en is in bepaalde opzichten emotioneel kwetsbaar (Umar is minder machtig dan hij, maar gevoelsmatig weer veel harder).
Éénmaal heeft Dormammu transcendente macht bezeten, maar gaf die weer op omdat, toen hij letterlijk almachtig was geworden, niets voor hem nog zin had.

## Krachten en vaardigheden
Dormammu bezit grote magische krachten, en controle over kosmische energie. Zijn kracht wordt aangewakkerd door de vele wezens in het universum die hem aanbidden. Hij is in staat tot interdimensionaal reizen, tijdreizen en teleportatie over grote afstanden.
Dormammu is blijkbaar onverwoestbaar, en beschikt over toegenomen kracht, reflexen, snelheid en uithoudingsvermogen. Zijn lichaam is echter, ondanks de versterkingen, zwakker dan dat van de gemiddelde superhelden zoals Captain America. Dormammu is een ervaren vechter en goed getraind in extradimensionele gevechtsstijlen. Hoewel hij veel magische vaardigheden heeft, is hij fysiek geen partij voor iemand als bijvoorbeeld Spider-Man.

## Dormammu in andere media

### Marvel Cinematic Universe
Sinds 2016 verschijnt Dormammu in het Marvel Cinematic Universe, waarin hij gespeeld wordt door Benedict Cumberbatch. Hij verschijnt kort aan het einde van de film Doctor Strange uit 2016, waarin Doctor Strange met hem onderhandelt. 

### Televisie
Dormammu verscheen tweemaal in de animatieserie Spider-Man: The Animated Series. Hij verscheen voor het eerst in Sins of the Fathers Chapter I: Doctor Strange. In deze serie is hij een demon uit een andere dimensie, die zielen moet absorberen om voort te bestaan. Hij wordt door Mordo bevrijd, maar door Dr. Strange en Spider-Man verslagen en weer opgesloten in zijn dimensie. Hij verscheen opnieuw in de afleveringen Venom Returns en Carnage. In deze afleveringen laat hij de Venom-symbioot, die in seizoen 1 door Spider-Man weer de ruimte in was gestuurd, terughalen naar de Aarde en zich weer binden aan Eddie Brock. Omdat Venoms haat tegen Spider-Man hem afleidt van de missie die Dormammu hem had gegeven, een apparaat stelen van Iron Man waarmee Dormammu weer kan ontsnappen, creëert Dormammu een tweede symbioot: Carnage. Uiteindelijk worden Dormammu, Carnage en Mordo verslagen door Venom en Spider-Man. Zowel Venom als Carnage worden meegezogen, Dormammus dimensie in.
Dormammu is ook een antagonist in de aflevering "Stranger in a Strange Land" van de animatieserie Hulk and the Agents of S.M.A.S.H..

### Animatiefilm
Dormammu deed mee in de animatiefilm Doctor Strange: The Sorcerer Supreme. Hierin werd zijn stem gedaan door Jonathan Adams.